# Episode Six
Episode Six fue una banda de rock británica originaria de Harrow, Londres en 1965. La banda no tuvo éxito comercial en el Reino Unido, publicando nueve sencillos que no lograron entrar en las listas de éxitos, pero consiguieron cierta popularidad en Beirut en ese momento. Los miembros Ian Gillan y Roger Glover abandonaron la agrupación en 1969 para unirse a Deep Purple, mientras el baterista Mick Underwood fundó la banda Quatermass y colaboró más tarde con Gillan.

## Personal

### Músicos
- Sheila Carter-Dimmock – voz, teclados (1964–1974)
- Tony Lander – guitarra (1964–1974)
- Graham Carter-Dimmock – voz, guitarra (1964–1969)
- Roger Glover – bajo (1964–1969)
- Harvey Shield – batería (1964–1967)
- Andy Ross – voz (1964–1965)
- Ian Gillan – voz (1965–1969)
- John Kerrison – batería (1967–1968)
- Mick Underwood – batería (1968–1972)
- John Gustafson – bajo, voz (1969–1972)
- Tony Dangerfield – bajo (1972–1974)
- Dave Lawson – batería (1972–1974)

## Discografía

### Sencillos
- "Put Yourself in My Place" b/w "That's All I Want" (21 de enero de 1966)
- "When I Hear Trumpets Blow" b/w "True Love Is Funny (That Way)" (29 de abril de 1966)
- "Here, There and Everywhere" b/w "Mighty Morris Ten" (19 de agosto de 1966)
- "I Will Warm Your Heart" b/w "Incense" (4 de noviembre de 1966) (como Sheila Carter & Episode Six)
- "Love-Hate-Revenge" b/w "Baby, Baby, Baby" (3 de febrero de 1967)
- "Morning Dew" b/w "Sunshine Girl" (9 de junio de 1967)
- "I Can See Through You" b/w "When I Fall In Love" (6 de octubre de 1967)
- "Little One" b/w "Wild Smiles" (3 de mayo de 1968) (como Episode)
- "Lucky Sunday" b/w "Mr. Universe" (25 de octubre de 1968)
- "Mozart Verses The Rest" b/w "Jak D'Or" (14 de febrero de 1969)

### Álbumes
- Put Yourself in My Place (1987)
- The Complete Episode Six: The Roots of Deep Purple (1991)
- The Radio 1 Club Sessions, Live 68/69 (1997)
- Cornflakes and Crazyfoam (2002)
- Love, Hate, Revenge (2005)